# Accoliti
Gli Accoliti (Acolytes) sono un gruppo di personaggi dei fumetti. Sono terroristi mutanti, appartenenti all'universo Marvel. Creati da Chris Claremont (testi) e Jim Lee (disegni), apparvero per la prima volta sulle pagine di X-Men (vol. 2) n. 1 (ottobre 1991).
Seguaci dei principi del mutante Magneto, in particolare della superiorità della razza mutante sul comune Homo Sapiens, molti Accoliti salutarono ed ancora recentemente si rivolgono al signore del magnetismo come il "messia mutante".

## Biografia del gruppo

### Origini
Originariamente noti come un gruppo di disperati mutanti-soldati al soldo dello S.H.I.E.L.D. i primi Accoliti vennero ospitati da Magneto a bordo della sua stazione spaziale orbitante, l'Asteroide M. A seguito degli eventi manipolati dall'ambizioso Fabian Cortez, la morte del gruppo e quella presunta del loro benefattore vennero assunti come fattore scatenante per la causa degli Accoliti contro l'umanità. Cortez decise allora di formare e guidare un secondo gruppo ed attaccare una scuola per trovare un potenziale mutante che un giorno sarebbe divenuto molto potente, ma gli X-Men interferirono con la missione e Cortez dovette ritirarsi. Tempo dopo, gli Accoliti rapirono Moira MacTaggert per riuscire a scoprire se Magneto fosse davvero perito, ma la donna fu soccorsa dagli X-Men che da allora in poi contrastarono il team nemico, fino a quando cedettero il compito agli alleati di X-Factor, che sventarono un attacco ad una base militare con l'aiuto del futuro Accolita Random. Tuttavia la base non era il vero obiettivo del team. Approfittando della confusione Cortez riuscì ad avvicinare Quicksilver alla causa degli Accoliti. Nel mentre, Magneto reclutava Exodus in modo da ottenere vendetta e reclamare la guida degli Accoliti.

### La caduta di Avalon
Dopo gli eventi delle saghe Attrazioni Fatali e l'Era di Apocalisse, gli Accoliti fondarono una nuova colonia orbitante, Avalon, nella quale risvegliarono ed evocarono lo spaventoso Olocausto, che in un impeto di rabbia massacrò gli Accoliti Rusty Collins, Francisco Milan e Isaac Javitz. Durante il suo scontro con Exodus, Avalon andò distrutta e Jean Grey e Ciclope furono trasportati a bordo di essa grazie all'aiuto di Amelia Voght per soccorrere chi ancora ne avesse avuto bisogno. Fu così che Jean soccorse la giovane Skids, mentre Colosso spedì con una navicella di salvataggio un comatoso Magneto sulla Terra. Nel mentre Ciclope riuscì a far atterrare con molte difficoltà i resti di Avalon nei territori disabitati dell'Australia, guidato dall'aiuto della mutante Scanner.

### Genosha
Passò qualche tempo prima che gli Accoliti si riformassero. Dopo la presa di potere di Magneto sull'isola di Genosha, il signore del magnetismo riunì attorno a sé numerosi rappresentanti sia delle più vecchie che delle più recenti incarnazioni del team e li utilizzò per garantirsi il controllo assoluto sull'isola durante il periodo di guerra civile che infuriò su di essa. Dopo la fine degli scontri, cominciò un lungo periodo di prosperità violentemente interrotto dall'attacco delle Super-Sentinelle inviate da Cassandra Nova per sterminare la popolazione mutante residente sull'isola. Genosha venne distrutta ed i suoi abitanti massacrati, tuttavia un certo numero di Accoliti riuscì a sopravvivere. Exodus, Voght, Senyaka, Frenzy e Unuscione con il tempo si riunirono per rifondare il gruppo. Scanner ha perso i poteri dopo Decimation.

### Decimazione
Gli Accoliti risorsero dopo la decimazione che colpì il genere mutante. Guidati da Exodus, Frenzy, Random e Tempo assaltarono la base orbitante dello S.H.I.E.L.D. con l'obiettivo di scoprire la posizione dei mutanti latenti rimasti sul pianeta, ma vennero completamente colti di sorpresa quando scoprirono che dopo gli eventi di House of M, il gene X era stato completamente eliminato dal genoma di qualsiasi specie e che i mutanti erano ormai divenuti una specie in via d'estinzione. Dopo una rapida battaglia contro gli X-Men, gli Accoliti fuggirono e non riapparvero fino agli albori di Messiah Complex, dove fu svelato che la più recente incarnazione del gruppo costituita da Exodus, Frenzy, Tempo, Unuscione, Random e Sanyaka si era alleata con il malvagio Sinistro e i suoi Marauders con lo scopo di ottenere i Diari di Destiny ed uccidere la veggente Blindfold.

### Messiah Complex
In concorrenza con gli X-Men e i Purificatori, anche gli Accoliti s'inserirono nella caccia alla prima mutante venuta al mondo dopo la decimazione. Per riuscire a scoprire il nascondiglio di Sinistro e dell'alleanza Marauders-Accoliti, gli X-Men diedero la caccia a Projector, Neophyta, Gargouille e Vindaloo, ex-Accoliti per riuscire ad avere informazioni utili. Non riuscendo ad ottenerne, intrappolarono Amelia Voght e non appena ricevute le coordinate necessarie partirono alla volta del covo di Sinistro.

### X-Men: Legacy
Gli Accoliti sono stati recentemente co-protagonisti, assieme al professor Xavier, dei primi numeri della nuova testata X-Men: Legacy. Dopo che Alfiere ferì, accidentalmente, Xavier al capo, Exodus lo rapì ai suoi X-Men e lo curò personalmente ricostruendone il cervello, i ricordi e la psiche. Per fare in modo di accelerare il risveglio dell'uomo, Exodus si servì anche del suo passato leader, Magneto, ora ridotto a semplice umano, e della Sentinella Omega che, attraverso una serie di stimoli biochimici e neurali, riuscirà a far uscire Xavier dal suo coma rigenerativo. Anche se ancora frastornato dal brusco risveglio e non ancora del tutto memore delle sue passate vicende, Xavier subì l'attacco di Frenzy, che disgustata dalla piega presa dagli Accoliti cercò di uccidere l'uomo che ne era stato il principale nemico. Sventata la minaccia della mutante grazie al provvidenziale aiuto di Magneto, Exodus impegnò Xavier sul piano mentale e dopo esser stato sconfitto chiese all'uomo di porsi alla guida degli Accoliti per ritrovare la neonata messia ed istruirla sul suo compito di leader mondiale dei mutanti. Rifiutata l'offerta, assieme a Magneto e alla Sentinella, Xavier abbandonò il covo degli Accoliti e dopo aver deciso di recuperare, viaggiando in giro per il mondo, quelle parti di memoria che non riusciva a ricordare, si separò dai due compagni.

## Membri

### Prima generazione
- Magneto, alias Erik Magnus Lehnsherr. Manipolatore magnetico e ferroso.
- Anne-Marie Cortez. Deceduta. Telepate.
- Fabian Cortez. Deceduto. Stimolatore della capacità mutante.
- Chrome, alias Allen Marc Yuricic. Deceduto. Trasmutatore di composti e sostanze chimiche.
- Delgado, alias Marco Delgado. Deceduto. Megamorfo, capace di aumentare forza, resistenza, massa e velocità.
- Nance Winters. Scomparsa. Nessuna abilità.

### Seconda generazione
- Scanner, alias Sarah Ryall. Depotenziata. Capacità di generare di una forma corporea bio-elettrica, oltreché di individuare la presenza di mutanti nelle sue vicinanze.
- Frenzy, alias Joanna Cargill. Forza e resistenza sovrumane.
- Unuscione, alias Carmella Unuscione. Esoscheletro psionico a carica bio-elettrica.
- Fratelli Kleinstock, alias Harlan, Sven ed Eric Kleinstock. Deceduti. Colpi al plasma, forza e resistenza sovrumana (quando fusi insieme).
- Javitz, alias Isaac Javitz. Deceduto. Forza e resistenza sovrumane.
- Neofita, alias Simon Hall. Capacità di dividere la massa della sua forma fisica ed entrare all'interno dei materiali solidi.
- Milan, alias Francisco Milan. Deceduto. Elletropate e tecnopate.
- Amelia Voght. Mutaforma capace di alterare la propria fisionomia fino a ridurla allo stato gassoso.
- Senyaka, alias Suvik Senyaka. Scomparso. Aspiratore della carica bio-elettrica con un semplice tocco.
- Spoor, alias Andrew Hamish Graves. Scomparso. Manipolazione dei feromoni.
- Katu, alias Katu Kath. Scomparso. Manipolazione meteorologica
- Seamus Mellencamp. Scomparso. Artigli, sensi, velocità, riflessi e forza sovrumana.
- Exodus, alias Bennet du Paris. Telepate e telecineta.
- Rusty, alias Russell Collins. Deceduto. Pirocineta.
- Skids, alias Sally Blevins. Generatrice di campi di forza.
- Colosso, alias Peter Rasputin. Bio-armatura metallica.
- Rakkus, alias David Anthony Rice. Deceduto o depotenziato. Forza e resistenza sovrumane, capacità di possedere individui e deformarli in creature mostruose tramutandosi in una sorta di entità virale.

### Terza generazione
- Orator, alias Victor Ludwig. Depoteziato. Empatia.
- Kamal, alias Kamal el Alaqui. Depotenziato. Forza e resistenza sovrumane, capacità mimiche.
- Decay, alias Jacob Lashinski. Deceduto. Assimilatore di energia vitale.
- Gargouille, alias Lavinia LeBlanc. Forza, velocità, riflessi e resistenza sovumane, aspetto demoniaco ed ali.
- Joseph, clone di Magneto. Deceduto. Manipolatore magnetico e ferroso.
- Projector, alias Zachary Williams. Generatore, manipolatore e proiettore di campi di forza.

### Quarta generazione
- REM-RAM, alias Marcus Andrews. Deceduto. Manipolatore onirico.
- Static, alias Gianna Carina Esperanza. Deceduta. Emissione d'impulsi neurali paralizzanti.
- Barnacle, alias Mortimer Everett. Deceduto. Capacità di solidificare i fluidi secreti dal corpo umano fino ad intrappolare il proprio nemico.
- Vindaloo, alias Venkat Katregadda. Produzione ed emissione di napalm infiammabile sotto forma di gel.

### Quinta generazione
- Exodus.
- Amelia Voght.
- Frenzy.
- Unuscione.
- Tempo, alias Heather Tucker. Manipolatrice temporale, volo.
- Random, alias Marshall Evan Stone III. Trasformazione del proprio corpo protoplasmico in qualsiasi tipo d'arma.

## Altre versioni

### Ultimate
La versione Ultimate degli Accoliti consiste in una fazione estremista della Confraternita della supremazia mutante.

### Marvel Zombi
In questa realtà dove tutti i superesseri sono stati contagiati da uno sconosciuto e misterioso virus alieno e trasformati in zombi divora carne, gli Accoliti (Fabian Cortez, Joanna Cargill, Scanner, Lisa Hendricks, Reynolds e Burns) sono fra quei pochi che si sono salvati dall'infezione poiché isolati sulla loro base spaziale. Durante uno dei loro sporadici atterraggi, salvano dal massacro Pantera Nera, tenuto prigioniero da Hank Pym, e la testa zombi di Wasp.

## Altri media

### Televisione
Gli Accoliti compaiono in tutte le serie animate dedicate ai mutanti come Insuperabili X-Men degli anni '90, X-Men: Evolution e la recente Wolverine e gli X-Men.

### Videogiochi
Gli Accoliti appaiono nei videogiochi dedicati ai mutanti come:
- X-Men vs. Street Fighter
- X-Men Legends
- X-Men: Children of the Atom